# Montévrain
Montévrain település Franciaországban, Seine-et-Marne megyében. Lakosainak száma 14 847 fő (2022. január 1.). Montévrain Serris, Chanteloup-en-Brie, Chessy, Dampmart, Jossigny és Lagny-sur-Marne községekkel határos.

## Népesség
A település népességének változása:
| Lakosok száma | 9625 | 10 337 | 11 067 | 11 563 | 12 764 | 13 517 | 14 017 | 13 934 | 14 847 |
|               | 2013 | 2015   | 2016   | 2017   | 2018   | 2019   | 2020   | 2021   | 2022   |